# Río Kafue
El río Kafue es un largo río de África austral, uno de los principales afluentes del río Zambeze que discurre íntegramente por Zambia. Tiene una longitud de 960 km y drena una gran cuenca de 155 000 km². Sus aguas son aprovechadas por la presa Kafue Gorge.

## Geografía
El río Kafue se origina en  Zambia, en el límite de la frontera con la República Democrática del Congo, a unos 1350 m de altitud y a 120 km al sudoeste de Chingola, en la provincia de Copperbelt. En el distrito de Chingola las lluvias alcanzan los 1.200 mm anuales y el río crece rápidamente. En esta zona, se produce un severo problema de contaminación a causa de las minas de cobre, las Konkola Copper Mines (KCM).  El río atraviesa una zona muy llana e inundable yendo hacia el sur y entra en el parque nacional Kafue a cuyas puertas recibe a sus dos afluentes principales, el río Lunga y el río Lufupa. En el extremo sur del parque, el río gira hacia el sudeste y atraviesa el estrecho de Itezhi-Tezhi (Itezhi-Tezhi Gap). En este lugar se ha construido una presa que da lugar al embalse de Itezhi-Tezhi, que inunda una parte del parque. Tras cruzar la garganta y pasar junto a la población de Itezhi-Tezhi, llega a los Llanos del Kafue (Kafue Flats), una zona inundable llena de vida salvaje que comprende dos parques, el parque nacional de Lochinvar y el parque nacional de Blue Lagoon (Laguna Azul). Luego hay una zona de regadío en la que abunda la caña de azúcar y la presa Kafue Gorge, una central hidroeléctrica alimentada por el embalse de Itezhi-Tezhi.  
El río sigue zigzagueando hacia el sureste hasta unirse al río Zambeze cerca de Chirundu, en Zimbabue, tras un trayecto de 960 km. Es uno de los mayores ríos de Zambia y sus aguas son usadas para irrigación y energía hidroeléctrica.